# Вулиці Дубна
Загальна кількість вулиць Дубна становить 292, з них 201 вулиця, 89 провулків та 2 майдани.
Перелік назв вулиць, провулків, майданів м. Дубно був затверджений рішенням Дубенської міської ради № 809 від 25 листопада 2011 року. E 1944 році в Дубно деякі вулиці мали назви Сталіна, Хрущова, Молотова, Нова.

## Перелік вулиць Дубна

Вигляд на вул. Замкову зі сторони дівочої вежі Дубенського замку

### Вулиці
1. Вулиця Івана Багряного (до 1992 року вулиця Нахімова)
2. Вулиця Святослава Балея
3. Вулиця Степана Бандери (до 1992 року вулиця Миколи Кузнецова)
4. Вулиця Безіменна
5. Вулиця Берестецька (до 1990 року вулиця Сімбуховського)
6. Вулиця Івана Богуна
7. Вулиця Бориса Тена (до 1992 року вулиця Я.Галана)
8. Вулиця Мотрі Братійчук
9. Вулиця Броварна
10. Вулиця Венецька (до 1992 року вулиця Руднєва)
11. Вулиця Остапа Вересая
12. Вулиця Вигнанка (до 1992 року вулиця Партизанська)
13. Вулиця Івана Виговського (до 1992 року вулиця Фрунзе)
14. Вулиця Володимира Винниченка (до 1992 року вулиця Чкалова)
15. Вулиця Петра Вишневського
16. Вулиця Івана Вишенського
17. Вулиця Волицька (до 1992 року вулиця Олеко Дундича)
18. Вулиця Юрія Гагаріна
19. Вулиця Зої Гайдай (до 1992 року вулиця 8 березня)
20. Вулиця Гайдамацька (до 1992 року вулиця Комсомольська)
21. Вулиця Аркадія Гайдара
22. Вулиця Гарбарська
23. Вулиця Василя Гелети (до 1992 року вулиця Колгоспна)
24. Вулиця Гірницька
25. Вулиця Леоніда Глібова (до 1992 року вулиця Ковпака)
26. Вулиця Михайла Глінки
27. Вулиця Миколи Гоголя
28. Вулиця Івана Гонти (до 1992 року вулиця Якіра)
29. Вулиця Олеся Гончара
30. Вулиця Городня
31. Вулиця Гостинна
32. Вулиця Павла Грабовського (до 1992 року вулиця Сергія Лазо)
33. Вулиця Євгена Гребінки (до 1992 року вулиця Конєва)
34. Вулиця Петра Григоренка (до 1992 року вулиця Ватутіна)
35. Вулиця Михайла Грушевського (до 1992 року вулиця 17 вересня, від м. Базарчика до вул. Залізничної)
36. Вулиця Петра Гулака-Артемовського
37. Вулиця Данила Галицького (до 1992 року вулиця Жовтнева, до 1944 року вулиця Ворошилова)
38. Вулиця Миколи Добролюбова
39. Вулиця Олекси Довбуша (до 1991 року вулиця Постишева)
40. Вулиця Олександра Довженка (до 1992 року вулиця Матросова)
41. Вулиця Петра Дорошенка (до 1992 року вулиця Титова)
42. Вулиця Михайла Драгоманова (до 1992 року вулиця Калініна)
43. Вулиця Дружби
44. Вулиця Дубовецька
45. Вулиця Сергія Єсеніна
46. Вулиця Житня
47. Вулиця Василя Жуковського
48. Вулиця Журавлина (до 1992 року вулиця Шверніка)
49. Вулиця Забрама
50. Вулиця Заводська (до 1984 року вулиця Заводська ІІ)
51. Вулиця Павла Загребельного
52. Вулиця Залізнична (в 1992 році приєднана вулиця Гречихіна)
53. Вулиця Максима Залізняка (до 1992 року вулиця Косіора)
54. Вулиця Замкова (до 1989 вулиця Жданова, в 1990 приєднана вулиця 60-річчя СРСР)
55. Вулиця Запорізька (до 1992 року вулиця Червоноармійська)
56. Вулиця Володимира Затонського
57. Вулиця Зелена
58. Вулиця Миколи Зерова (до 1992 року вулиця Щорса)
59. Вулиця Золота
60. Вулиця Івана Золотаренка (до 1992 року вулиця Волкова)
61. Вулиця Володимира Івасюка (до 1992 року вулиця Пархоменка)
62. Вулиця Петра Калнишевського (до 1992 року вулиця Таращанська)
63. Вулиця Яна Коменського (до 1992 року вулиця Макаренка)
64. Вулиця Устима Кармелюка (до 1992 року вулиця О.Кошового)
65. Вулиця Григорія Квітки-Основ'яненка (до 1992 року вулиця Піонерська)
66. Вулиця Квітнева
67. Вулиця Кедрова
68. вулиця Кирила і Мефодія (до 1920 року вулиця Олександра II, до 1939 року генерала Олександровича, до 1991 року вулиця ДТСААФ, в 1992 році приєднана вулиця Енгельса)
69. Вулиця Ольги Кобилянської (до 1992 року вулиця Зої Космодем'янської)
70. Вулиця Козацька (до 1992 року вулиця Гвардійська)
71. Вулиця Комунальна
72. Вулиця Миколи Кондратюка (до 1992 року вулиця Туполева)
73. Вулиця Євгена Коновальця (до 1992 року вулиця Кутузова)
74. Вулиця Конторська (до 1992 року вулиця С. О. Козійчука)
75. Вулиця Миколая Коперника
76. Вулиця Володимира Короленка
77. Вулиця Сергія Корольова
78. Вулиця Космонавтів
79. Вулиця Миколи Костомарова (до 1992 року вулиця Профспілкова)
80. Вулиця Тадеуша Костюшка
81. Вулиця Івана Котляревського
82. Вулиця Михайла Коцюбинського
83. Вулиця Кременецька
84. Вулиця Крива
85. Вулиця Максима Кривоноса (до 1992 року вулиця Бегми, від вул. Мостової до кінця)
86. Вулиця Івана Крип'якевича (до 1992 року вулиця Фролова)
87. Вулиця Миколи Кропивницького
88. Вулиця Кругла
89. Вулиця Соломії Крушельницької
90. Вулиця Пантелеймона Куліша (до 1992 року вулиця Макарова)
91. Вулиця Леся Курбаса (до 1992 року вулиця Мічуріна)
92. Вулиця Івана Ле
93. Вулиця Миколи Леонтовича (до 1992 року вулиця Котовського)
94. Вулиця Богдана Лепкого
95. Вулиця Михайла Лермонтова
96. Вулиця Лесі Українки
97. Вулиця В'ячеслава Липинського (до 1992 року вулиця Зелінського)
98. Вулиця Миколи Лисенка (до 1992 року вулиця Кірова)
99. Вулиця Лінійна
100. Вулиця Ігоря Лозов'юка
101. Вулиця Михайла Ломоносова
102. Вулиця Лугова
103. Вулиця Львівська (до 1991 року вулиця Будьонного, до 1944 року вулиця Сагайдачного)
104. Вулиця Івана Мазепи (до 1992 року вулиця Луначарського)
105. Вулиця Андрія Малишка
106. Вулиця Марка Вовчка (до 1991 року вулиця Южна)
107. Вулиця Меліоративна
108. Вулиця Андрія Мельника (до 1992 року вулиця Попова)
109. Вулиця Дмитра Менделєєва
110. Вулиця Мирогощанська (до 1992 року вулиця Тувинських Добровольців)
111. Вулиця Миру
112. Вулиця Млинарська
113. Вулиця Млинівська (до 1991 року вулиця Дзержинського)
114. Вулиця Молодіжна
115. Вулиця Монастирська
116. Вулиця Станіслава Морозенка (до 1992 року вулиця В. І. Чапаєва)
117. Вулиця Мостова
118. Вулиця М'ятинська (до 1992 року вулиця Морозова, до 1984 року вулиця М'ятинська)
119. Вулиця Набережна
120. Вулиця Северина Наливайка
121. Вулиця Миколи Некрасова
122. Вулиця Данила Нечая (до 1992 року вулиця Жукова)
123. Вулиця Петра Ніщинського (до 1992 року вулиця Куйбишева)
124. Вулиця Івана Новохацького
125. Вулиця Бориса Огороднікова
126. Вулиця Олени Пчілки (до 1991 вулиця II лінія)
127. Вулиця Остапа Вишні (до 1992 року вулиця Горького)
128. Вулиця Костянтина Острозького ((до 1992 року вулиця Першотравнева, до 1944 року вулиця Будьонного)
129. Вулиця Івана Павлюченка
130. Вулиця Панаса Мирного (до 1992 року вулиця Возз'єднання)
131. Вулиця Паркова
132. Вулиця Пекарська (до 1992 року вулиця Радянська)
133. Вулиця Симона Петлюри (до 1992 року вулиця Тимошенка)
134. Вулиця Оксани Петрусенко (до 1992 року вулиця Н.Крупської)
135. Вулиця Підборці
136. Вулиця Валер'яна Поліщука (до 1992 року вулиця Островського)
137. Вулиця Павла Полуботка (до 1992 року вулиця Бегми, від вул. Кременецької до залізниці)
138. Вулиця Польова
139. Вулиця Комісара Попеля (до 1984 року вулиця І.Курчатова)
140. Вулиця Павла Поповича
141. Вулиця Привільна
142. Вулиця Промислова
143. Вулиця Іллі Репіна (до 1992 року вулиця Орджонікідзе)
144. Вулиця Степана Руданського (до 1992 року вулиця Сабурова)
145. Вулиця Клима Савура (до 1992 року вулиця Примакова)
146. Вулиця Петра Сагайдачного (до 1992 року вулиця Петровського)
147. Вулиця Садова
148. Вулиця Панаса Саксаганського
149. Вулиця Уласа Самчука (до 1992 року вулиця 22-ї роковини)
150. Вулиця Академіка Сахарова (до 1991 року вулиця 60-річчя Жовтня)
151. Вулиця Олекси Сацюка
152. Вулиця Ігоря Свєшнікова
153. Вулиця Свободи (до 1920 року вулмця Тверда, до 1991 року вулиця Леніна)
154. Вулиця Семидубська (до 1989 вулиця Ворошилова)
155. Вулиця Василя Симоненка (до 1992 року вулиця Комарова)
156. Вулиця Ситарська
157. Вулиця Скарбова (до 1992 року вулиця Карла Маркса))
158. Вулиця Григорія Сковороди (до 1992 року вулиця Фурманова)
159. Вулиця Юліуша Словацького (до 1992 року вулиця Маяковського)
160. Вулиця Сонячна
161. Вулиця Володимира Сосюри
162. Вулиця Спасівська
163. Вулиця Спортивна
164. Вулиця Стара (до 1992 року вулиця Рикуна)
165. Вулиця Миколи Старицького
166. Вулиця Василя Стефаника (до 1992 року вулиця В.Терешкової)
167. Вулиця Ярослава Стецька (до 1992 року вулиця Малиновського)
168. Вулиця Страклівська (до 1992 року вулиця Карбишева) — знаходиться в районі чеського Страклова, близько 2 км. Починається від залізничного переїзду, що розділяє вул. Залізничну та вул. Страклівську, а другий кінець вулиці впирається у вул. Кременецьку. Вкрита бруківкою. Історія вулиці починається з історії чеського села Страклів, заснованого в 1876 чеськими переселенцями. З першої половини ХХ ст. село було приєднане до міста.

# Бруківка на вулиці
# Пам'ятний знак в честь 50-річчя заснування чеського села Страклів
# Будинок кінця XIX — початку XX ст.

169. Вулиця Василя Стуса (до 1992 року вулиця Панфілова)
170. Вулиця Сурмичі (до 1992 року вулиця 17 вересня, до м. Базарчика)
171. Вулиця Тараса Бульби (до 1992 року вулиця Боженка)
172. Вулиця Олени Теліги (до 1992 року вулиця Д. Менделеєва)
173. Вулиця Тиха
174. Вулиця Олекси Тихого (до 1992 року вулиця Рокосовського)
175. Вулиця Павла Тичини (до 1991 вулиця 1-лінія)
176. Вулиця Льва Толстого
177. Вулиця Торгова
178. Вулиця Івана Тургенєва
179. Вулиця Фабрична
180. Вулиця Івана Федорова (до 1984 року вулиця Заводська, від зупинки «Волиця» до стадіону цукрового заводу)
181. Вулиця Юрія Федьковича (до 1992 року вулиця Толбухіна)
182. Вулиця Івана Франка
183. Вулиця Миколи Хвильового (до 1992 року вулиця Баумана)
184. Вулиця Богдана Хмельницького
185. Вулиця Хмільна
186. Вулиця Цегельна (до 1992 року вулиця 30-річчя Перемоги)
187. Вулиця Костянтина Ціолковського
188. Вулиця Петра Чайковського
189. Вулиця Миколи Чернишевського
190. Вулиця Антона Чехова
191. Вулиця В'ячеслава Чорновола
192. Вулиця Григорія Чубая
193. Вулиця Павла Чубинського (до 1992 року вулиця Белінського)
194. Вулиця Маркіяна Шашкевича (до 1992 року вулиця Патолічева)
195. Вулиця Тараса Шевченка
196. Вулиця митрополита Андрея Шептицького (до 2016 року вулиця Пушкіна)
197. Вулиця Широка (до 1992 вулиця Орлова, до 1984 року вулиця Широка)
198. Вулиця Шолом Алейхема (до 1992 року вулиця Паризької Комуни)
199. Вулиця Якова Щоголіва (до 1992 року вулиця Гастело)
200. Вулиця Дмитра Яворницького (до 1992 року вулиця Курчатова)
201. Вулиця Янки Купали (до 1992 року вулиця Корнійчука)

### Провулки
1. Провулок Степана Бандери (до 1992 року провулок Миколи Кузнецова)
2. Провулок Максима Березовського (до 1992 року провулок Лисенка)
3. Провулок Берестецький
4. Провулок Івана Богуна
5. Провулок Миколи Боришкевича
6. Провулок Вигнанка
7. Провулок Івана Виговського (до 1992 року провулок фрунзе)
8. Провулок Вишневий
9. Провулок Волинський
10. Провулок Волицький
11. Провулок Миколи Вороного
12. Провулок Вузький
13. Провулок Миколи Гоголя
14. Провулок Городній (до 1992 року провулок Огородній)
15. Провулок Яна Гуса (до 1992 року провулок 17 вересня)
16. Провулок Миколи Добролюбова
17. Провулок Дубовий
18. Провулок Василя Жуковського
19. Провулок Забрама (до 1991 року вулиця Іванова)
20. Провулок Залізничний
21. Провулок Максима Залізняка (до 1992 року провулок Косіора)
22. Провулок Володимира Затонського
23. Провулок Миколи Зерова (до 1992 року провулок Щорса)
24. Провулок Івана Золотаренка
25. Провулок Іквянський
26. Провулок Устима Кармелюка (до 1992 року провулок О.Кошового)
27. Провулок Квітневий
28. Провулок Кедровий
29. Провулок Ольги Кобилянської (до 1992 року провулок Зої Космодем'янської)
30. Провулок Авеніра Коломийця
31. Провулок Конторський (до 1992 року провулок О. С. Козійчука)
32. Провулок Володимира Короленка
33. Провулок Короткий
34. Провулок Кошиковий
35. Провулок Кременецький (до 1992 року провулок Носіна)
36. Провулок Круглий
37. Провулок Купальний
38. Провулок Лесі Українки
39. Провулок Львівський (до 1944 року вулиця Цвинтарна)
40. Провулок Медичний
41. Провулок Меліоративний
42. Провулок Дмитра Менделєєва
43. Провулок Мирогощанський
44. Провулок Миру
45. Провулок Адама Міцкевича
46. Провулок Млинівський
47. Провулок Станіслава Морозенка (до 1992 року провулок В. І. Чапаєва)
48. Провулок Миколи Некрасова
49. Провулок Данила Нечая
50. Провулок Носалів
51. Провулок Пилипа Орлика (до 1992 року провулок Приходька)
52. Провулок Остапа Вишні
53. Провулок Панаса Мирного (до 1992 року провулок Возз'єднання)
54. Провулок Оксани Петрусенко (до 1992 року провулок Н. К. Крупської)
55. Провулок Валер'яна Поліщука (до 1992 року провулок Островського)
56. Провулок
Проїзний
57. Провулок Феофана Прокоповича (до 1992 року провулок Дзержинського)
58. Провулок Олександра Пушкіна
59. Провулок Садовий
60. Провулок Панаса Саксаганського (до 1992 року провулок Осипенка)
61. Провулок Уласа Самчука
62. Провулок Академіка Сахарова
63. Провулок Володимира Селедця
64. Провулок Семидубський
65. Провулок Григорія Скововороди
66. Провулок Слов'янський (до 1992 року провулок Свердлова, до 1980 року провулок В. І. Чапаєва-2)
67. Провулок Василя Стефаннка
68. Провулок Кирила Стеценка (до 1992 року провулок Громової)
69. Провулок Страклівський
70. Провулок Архипа Тесленка (до 1992 року провулок В.Котика)
71. Провулок Льва Толстого
72. Провулок Івана Тургенєва
73. Провулок Фабричний
74. Провулок Івана Федорова
75. Провулок Юрія Федьковича (до 1992 року провулок Толбухіна)
76. Провулок Івана Франка
77. Провулок Дмитра Фурманова
78. Провулок Цегельний (до 1992 року провулок Кірпічний)
79. Провулок Центральний
80. ПровулокМаркіяна Шашкевича (до 1992 року провулок Патолічева)
81. Провулок Тараса Шевченка
82. Провулок Вільяма Шекспіра
83. Провулок Шкільний
84. Провулок Шолом Алейхема
85. Провулок Шота Руставелі (до 1992 року провулок Мураделі)
86. Провулок Павла Шумовського
87. Провулок Якова Щоголіва (до 1992 року провулок Гастело)
88. Провулок Дмитра Яворницького
89. Провулок Омеляна Ярославського

### Майдани
1. Майдан Незалежності (до 1992 року майдан 50-річчя Жовтня)
2. Майдан Героїв УПА

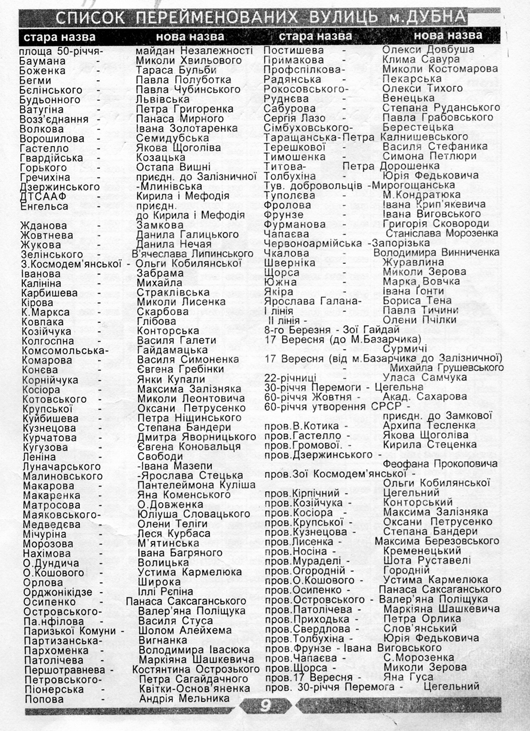
Вулиці міста Дубно, Рівненська область
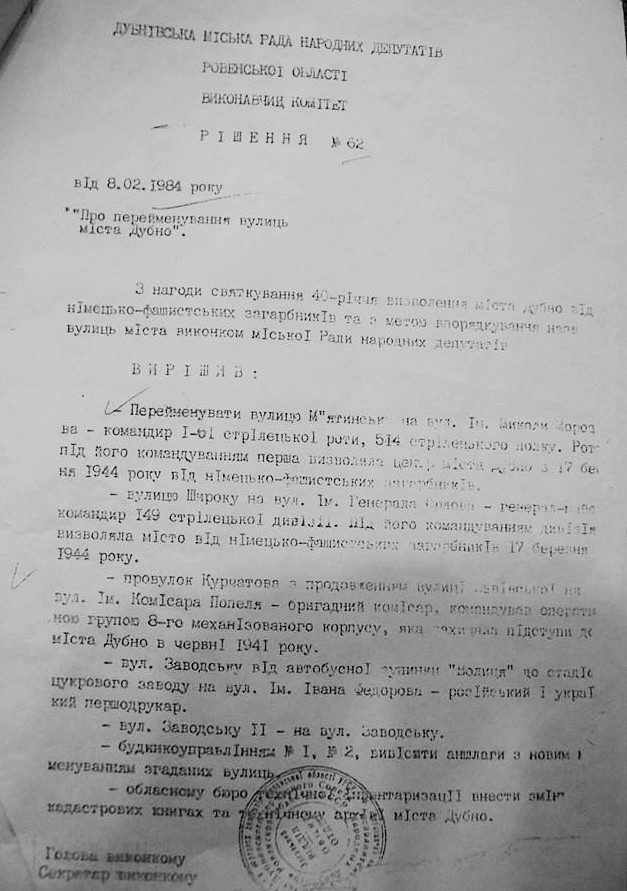
Вулиці міста Дубно, Рівненська область
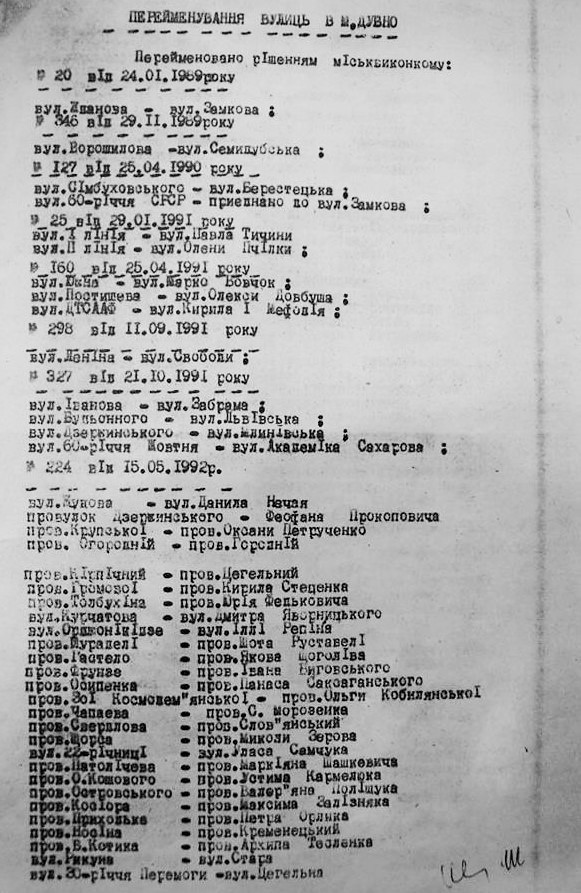
Вулиці міста Дубно, Рівненська область
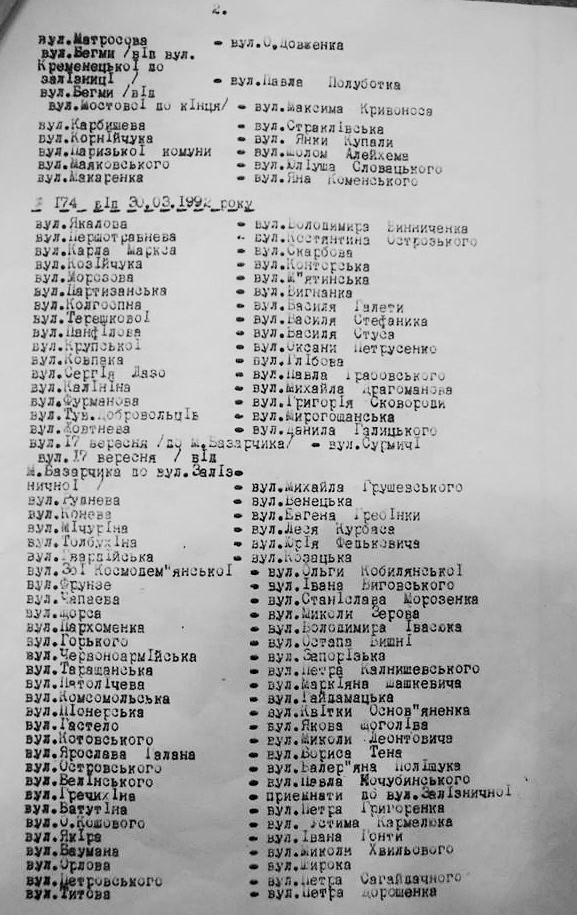
Вулиці міста Дубно, Рівненська область
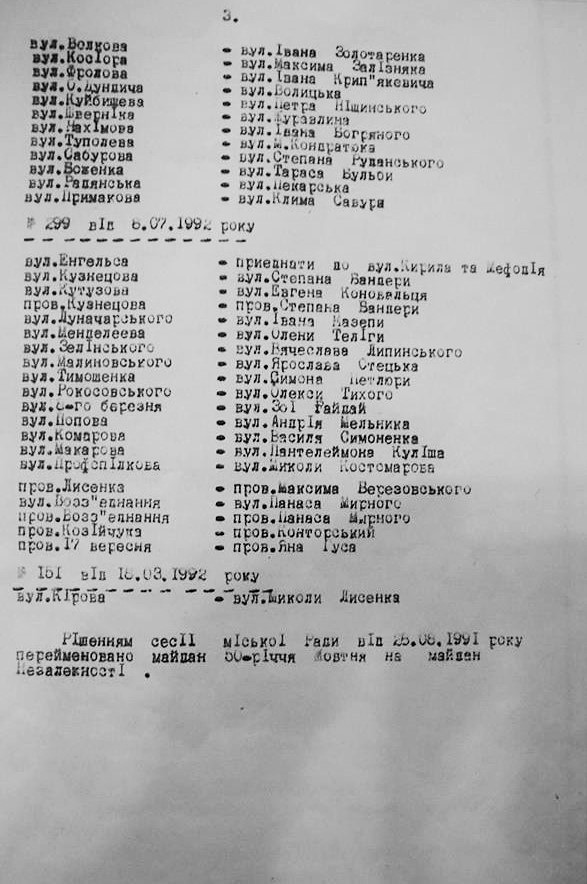
Вулиці міста Дубно, Рівненська область